# Атмосферная дисперсия
Атмосферная дисперсия — размывание изображения звезды или планеты при прохождении луча света через земную атмосферу, проявляющееся в виде небольшого спектрального пятнышка.
Является частным случаем дисперсии света. Действие атмосферы напоминает в этом случае эффект стеклянной призмы: путь, который проходит свет, зависит от длины его волны. В результате синяя часть спектра от звезды даёт изображение, более близкое к зениту, нежели красная.
Эффект отсутствует для светила, находящегося в зените.